# ローカルルール
ローカルルールもしくは地方ルールとは、ある特定の地方、場所、組織、団体、状況などでのみ適用されるルールのことを指す。
その国の法体系上、必ずしも合法であるとは限らない（後記「運転」の項など）。たとえば、「校長になるには教育委員会幹部に贈賄が必要」「落札業者は入札参加業者の談合で決める」というのも、その地域の関係者全員がそれに従って動いているからにはローカルルールといえるが、日本国の法律上は違法である。また、かつてのアメリカ南部や南アフリカなどでの、「バスなどで白人が立っている時は黒人が席を譲る」というような慣習のように、ローカルルールであり違法でもないが人道・良識の上から問題のある場合もある。なお、極論をいえば、法律も、地球上の特定の一国でしか通用しないため、地球や宇宙という規模で見ればローカルルールに当たる。
類似用語として「その店舗内での独自ルール」は『ハウスルール』という用語が用いられている。

## 地域
地域（行政区、街、特定のエリア）によって、そこの自然・景観・秩序や商慣習などを守るための、条例・ルール・紳士協定などが定められていることがある。組合や委員会を組織し、そこで定めていることが多い。例を挙げれば、住宅団地において建ぺい率や緑化においての取り決めがあったり、静岡県中部地域では新聞の購読・他紙への契約変更を促す戸別訪問によるセールス活動がない、などである。

## スポーツ・ゲーム・ギャンブル
スポーツやゲームにおいて、ローカルルールは多数存在する。
ローカルルールがよく用いられるスポーツ
- ゴルフ
- 野球：遊びや草野球での独自のルール。
  - 公式試合においても球場によっては特別な約束事が設けられている場合もあり、それらはグラウンドルールと呼ばれる。
- プロレス：リングアウトのカウント（通常は20カウントだが全日本プロレスでは10カウント）、トップロープ越しの投げ技の可否、反則に対するチェックの厳しさの度合い等、多くの地域的差異が存在する。

ゲーム・ギャンブル
- 麻雀
- トランプ：大富豪など
- UNO

## 運転
日本国内において、当然全国どこでも道路交通のルールは同じである。しかし、地方によって、慣例になっているルール違反やマナー違反などの傾向がある。これらの中には、交通違反として検挙されるものもあるので注意が必要である。
- 名古屋走り
- 松本走り（松本ルール） : 右折優先という道路交通法との反対のルール
※ JAF Mate 2008年4月号「事故ファイル」に詳細あり。
- 山梨ルール
- 播磨道交法
- 伊予の早曲がり : 右折時に急発進する
- パッシング

## インターネット
インターネット上のウェブサイト、特に電子掲示板では、そのサイトを利用するにおいての独自のルールが定められていることがある。2ちゃんねるでは「2ちゃんねる全体に適用されるルール」のほかに、「2ちゃんねる内の特定の掲示板だけに適用されるルール」があり、これを「ローカルルール」と呼ぶ。